# William Gauvin
William-Henry Gauvin OC, FRSC (30 de março de 1913 — 6 de junho de 1994) foi um engenheiro químico canadense.

## Honrarias
- Fellow da Sociedade Real do Canadá
- Companion da Ordem do Canadá, 1975
- Prêmio Marie-Victorin, 1984
- Medalha Thomas W. Eadie, 1986